# Rue des Petits Hôtels
Koordinaten: 48° 53′ N, 2° 21′ O
Die Rue des Petits Hôtels ist eine Straße im 10. Arrondissement von Paris.

## Lage
Die Rue des Petits Hôtels ist eine Einbahnstraße zwischen dem Boulevard de Magenta und dem Place Franz-Liszt.

## Namensursprung
Der Name wurde gegeben, als hier kleine, symmetrisch angeordnete Hotels entstanden.

## Geschichte
Die Straße liegt auf dem ehemaligen Gelände des Clos Saint-Lazare vom Place Charles-X, von der Rue de Dunkerque, an der Kreuzung mit der Rue Lafayette und erhielt durch königlichen Erlass vom 31. Januar 1827 ihren heutigen Namen.

## Sehenswürdigkeiten
Im 8. Album „Paris ailleurs“ (1991) von Étienne Daho spielt die Straße eine Rolle.
- Nr. 17: Eine protestantische Kirche von 1882
- Nr. 21: École Bernard-Palissy, 1857 gegründet von Professor Lequien
- An der Ecke mit dem Boulevard de Magenta die Markthallen Saint-Quentin